# Clane
Clane (en gaèlic irlandès Claonadh) és una vila d'Irlanda, al comtat de Kildare, a la província de Leinster. Es troba als marges del riu Liffey, a 32 kilòmetres de Dublín.

## Història
La ciutat probablement deu el seu origen a la fundació d'una abadia al segle vi, del 520 quan Sant Ailbe, bisbe de Ferns, va fundar una abadia a Clane, i va nomenar-ne primer abat Sant Senchel l'Ancià. Es creu que Sant Ultan Tua, qui solia posar una pedra a la boca per evitar parlar durant la Quaresma, i el seu germà Fotharnaise, han estat enterrats a Clane. Eren germans de Maighend, abat de Kilmainham, qui potser va donar nom a la parròquia i a l'església de Mainham, prop de Clane.
Encara es troben les ruïnes del monestir franciscà fundat a Clane en 1272 per Sir Gerald FitzMaurice, 3r Lord Ophaly. En 1542 el comissionat d'Enric VIII va concedir el lloc i recintes de la Casa dels Frares de Clane a Robert Eustace, Roger Roche i Ed Brown per 177 £. A més unes 28 hectàrees de terra del veïnatge pertanyien a l'església.
La parròquia de Clane té la distinció de ser el lloc on va esclatar la rebel·lió irlandesa de 1798; des d'aquí van sortir les milícies de North Cork que ocuparen les casernes temporals de Prosperous i atacaren un regiment de cavalleria gal·lès anomenat "Ancient Britons"; i van morir el capità Swayne i la majoria dels soldats.

## Personatges
- Charles Handy
- Graham Hopkins, músic
- Josef Locke, tenor
- Charles Wolfe, poeta
- Theobald Wolfe Tone, patriota
- Ron Wood, músic